# 2012-es interkontinentális ralibajnokság
A 2012-es interkontinentális ralibajnokság a hatodik szezon az Interkontinentális ralibajnokságok során. A bajnokság 13 fordulóból áll, február 23-án kezdődik az Sata Rallye Açoressal és november 3-án fejeződik be a Ciprus-ralival.

## Versenynaptár
2011. november 24-én jelentették be az IRC 2012-es versenynaptárát.
| #  | Dátum                      | Megnevezés                                  | Helyszín      | Borítás       |
| -- | -------------------------- | ------------------------------------------- | ------------- | ------------- |
| 1  | Február 23-25.             | Sata Rallye Açores                          | Ponta Delgada | Murva         |
| 2  | Március 15-17.             | Rally Islas Canarias Trofeo El Corte Inglés | Las Palmas    | Aszfalt       |
| 3  | Április 6-7.               | Donnelly Group Circuit of Ireland Rally     | / TBA         | Aszfalt       |
| 4  | Május 11-12.               | Tour de Corse                               | Ajaccio       | Aszfalt       |
| 5  | Június 2-3.                | Canon Mecsek Rallye                         | Pécs          | Aszfalt       |
| 6  | Június 21-23.              | Geko Ypres Rally                            | Ypres         | Aszfalt       |
| 7  | Július 6-7.                | Rally San Marino                            | TBA           | Murva         |
| 8  | Július 20-22.              | Sibiu Rally Romania                         | Nagyszeben    | Murva         |
| 9  | Augusztus 31-Szeptember 2. | Barum Czech Rally Zlín                      | Zlín          | Aszfalt       |
| 10 | Szeptember 15–16.          | Prime Yalta Rally                           | Jalta         | Aszfalt       |
| 11 | Szeptember 29–30.          | Rally Sliven                                | Szliven       | Aszfalt       |
| 12 | Október 12–13.             | Rallye Sanremo                              | Sanremo       | Aszfalt       |
| 13 | November 2–3.              | FxPro Cyprus Rally                          | Limassol      | Aszfalt/Murva |

## Csapatok és versenyzők
| Csapat                   | Gyártó  | Autó              | Versenyző            | Navigátor        | Versenyek      |
| ------------------------ | ------- | ----------------- | -------------------- | ---------------- | -------------- |
| Škoda Motorsport         | Škoda   | Škoda Fabia S2000 | Juho Hänninen        | Mikko Markkula   | 1, 3, 6, 9, 12 |
| Škoda Motorsport         | Škoda   | Škoda Fabia S2000 | Jan Kopecký          | Pavel Dresler    | 2–6, 9, 12     |
| Škoda UK                 | Škoda   | Škoda Fabia S2000 | Andreas Mikkelsen    | Ola Floene       | 1–9, 13        |
| Red Bull Team            | Škoda   | Škoda Fabia S2000 | Hermann Gassner      | Klaus Wicha      | 1–2, 4         |
| Škoda Auto Deutschland   | Škoda   | Škoda Fabia S2000 | Sepp Wiegand         | Timo Gottschalk  | 1–9, 13        |
| Skydive Dubai Rally Team | Škoda   | Škoda Fabia S2000 | Rashid Al Ketbi      | Khalid Al Kendi  | 1–2, 4–6       |
| Delta Rally              | Peugeot | Peugeot 207 S2000 | Bryan Bouffier       | Xavier Panseri   | 1, 4           |
| Delta Rally              | Peugeot | Peugeot 207 S2000 | Bruno Magalhães      | Carlos Magalhães | 1              |
| Dream Team Ukraine       | Ford    | Ford Fiesta S2000 | Oleksandr Saliuk Jr. | Pavlo Cherepin   | 1–2, 4         |
| Dream Team Ukraine       | Ford    | Ford Fiesta S2000 | Oleksandr Saliuk Jr. | Adrian Aftanaziv | 6              |
| Dream Team Ukraine       | Ford    | Ford Fiesta S2000 | Oleksiy Tamrazov     | Nicola Arena     | 1–2, 4, 6–7    |
|                          |         |                   | Talmácsi Gábor       |                  |                |